# Estação Camino Agrícola
A Estação Camino Agrícola é uma das estações do Metrô de Santiago, situada em Santiago, entre a Estação Carlos Valdovinos e a Estação San Joaquín. Faz parte da Linha 5.
Foi inaugurada em 05 de abril de 1997. Localiza-se no cruzamento da Avenida Vicuña Mackenna com a Avenida Escuela Agrícola e a Rua El Pinar. Atende as comunas de Macul e San Joaquín.